# Ermes Polli
Ermes Polli (Parma, 9 maggio 1937 – 27 marzo 2020) è stato un calciatore italiano, di ruolo difensore.

## Carriera
Disputò l'intera carriera con il Parma giocando sette campionati di Serie B per un totale di 190 presenze e 2 reti, prima della retrocessione in Serie C avvenuta nel 1965 e di quella successiva in Serie D.
Terminò la sua carriera nella stagione 1969-1970 nel San Secondo in Serie D.
Superato nella stagione 2017 da Alessandro Lucarelli, ancora oggi è il secondo calciatore per numero di presenze con la maglia del Parma.
Ermes Polli è morto nel marzo del 2020, vittima del coronavirus.